# 無線局免許証票
無線局免許証票（むせんきょくめんきょしょうひょう）は、かつて総務省令電波法施行規則に規定する移動する無線局に無線局免許状とともに発給されたものである。

## 概要
前身は、1960年（昭和35年）に制度化されたもので、1961年（昭和36年）から27Mc帯を使用する簡易無線局（市民ラジオ、現在は免許不要局、免許を要しない無線局#第2号参照）に「簡易無線局の証」が発給された。これは、1967年（昭和42年）に廃止された。
1970年（昭和45年）に、陸上移動局と携帯局は、常置場所に備え付ける免許状とは別に、送信装置のある場所に郵政大臣が告示した証票を備え付けることとされた。大きさはいわゆる名刺大である。各種の事業で無線機を車載または携帯して利用することが普及し始めたが、無線局免許状はその大きさから掲示その他の取扱いが不便なものであり、一方で不法無線局も問題になりつつあった。この対策として証票が復活した形となった。
- 車載機の場合はダッシュボード上に置き外部から見やすく掲示すること
- 携帯機の場合は筐体を収めるケースにポケットをつけ収めるなどして掲示すること

が想定されていた。
以降、証票を発給する無線局は増えていった。
1991年（平成3年）には、小形化されシール状になった
。技術の進歩により携帯機などには従来の証票でも大きすぎるものとなり、前年には特定小電力無線局が法制化されて免許不要局も増加し、対外的に免許の存在を示すものという意義が低下した。そこで、もっぱら免許の有効期限を管理するためのものに特化したこととなった。
2018年（平成30年）2月末日に、無線局データベースの充実により「免許を有していること」が確認できる

として廃止された。3月以降は、免許の有効期限まで従前のままとすることができ、備付けを継続することできる。

## 廃止時の状況

### 対象
電波法施行規則第38条第3項に、下記の無線局は送信装置のある場所に備え付けなければならないと規定していた。
2009年（平成21年）7月1日より
- 船上通信局
- 陸上移動局
- 携帯局
- 無線標定移動局
- 携帯移動地球局
- 陸上を移動する地球局で停止中にのみ運用を行うもの
- 移動する実験試験局（宇宙物体に開設するものを除く。）
- 移動するアマチュア局（アマチュア衛星に開設するものを除く。）
- 移動する簡易無線局（パーソナル無線を除く。）
- 移動する気象援助局

ただし、
- ラジオゾンデ（気象援助局）及びラジオ・ブイ（無線標定移動局）
- 電気通信業務を行うことを目的として開設する陸上移動局、携帯局、携帯移動地球局及びVSAT地球局並びにこれらの無線局以外のもので包括免許に係る特定無線局
- その他に告示するもの[9]
  - アルゴスシステムの実験試験局

は除く。
無線機の筐体に貼付することができた。

### 様式
総務省告示によっていた。
1. 電波法施行規則により、同一日に有効期間が満了する無線局
  - 縦13mm×横15mmの長方形で、「R」の字（Radioより）を図案化した枠内に上から順に「無線局」「免許証票」「総務省」と記載。地色は免許の有効期限によって異なり、平成8年5月31日または平成9年11月30日の場合は緑色、平成10年5月31日または平成11年11月30日の場合は青色、以降、赤色、灰色、黄色、紫色となり、その次は、緑色、青色…と順番に繰り返された。文字は黒色。ただし、陸上を移動する地球局であって停止中にのみ運用を行う電気通信業務用のものに発給されたもので、再免許を受けた場合は継続して使用できた。
2. アマチュア局及びパーソナル無線を除く簡易無線局
  - 縦13mm×横15mmの長方形で、「R」の字を図案化した枠内に、免許の有効期限の年の下1桁を表す元号のアラビア数字が記載され（例：有効期限の年が「平成32年」の場合は2が記載）、枠外の上に「無線局免許証票」、枠外の下に「総務省」と記載。アマチュア局は、地色は赤色、文字は白色。ただし、「R」の枠内は白色、数字は赤色。簡易無線局は、地色は白色、文字は黒色。
3. 上記以外の無線局
  - 縦25mm×横30mmの長方形で、「R」の字を図案化した枠内に、上から順に「無線局」、「免許証票」、「総務省」と記載、「R」の枠外に0から9までの数字を記載し、無線局の有効期間満了年の下一桁を数字の部分を切ることによって表した。地色は白色、文字は黒色。

証票をシールとすること、地色以外の色についての規定はなかった。

## 沿革
1960年（昭和35年）- 郵政大臣が告示した証票を発給したときは指定の場所に貼付するものとされた。
1961年（昭和36年）- 27Mc帯の市民ラジオに「簡易無線局の証」が発給された。大きさは縦2.5cm、横1.5cm。無線設備の外から見えるところに貼付するものとされた。
1967年（昭和42年）- 簡易無線局の証は廃止された。
1970年（昭和45年）- 陸上移動局と携帯局は送信装置のある場所に郵政大臣が告示した証票を備え付けることとなった。
大きさは縦54mm、横90㎜。様式は、
| 免許番号 有効期限 無線局免許証票 |

発給者は郵政省。免許が効力を失ったときは、無線局免許状と同様に1ヶ月以内に返納することとされた。
1973年（昭和48年）- 移動する簡易無線局が発給の対象
になった。この内、市民ラジオの様式は、
| 呼出名称 有効期限 無線局免許証票 |

と様式が2種類となった。
以後、発給の対象となる無線局は増加し、
1982年（昭和57年）- 様式が
| 免許番号 有効期限 無線局免許証票 |

に一本化された。この時の対象
は船上通信局、陸上移動局、携帯局、無線標定移動局（ラジオ・ブイの無線局を除く。）、移動する実験局（宇宙物体に開設するものを除く。）、移動する簡易無線局（パーソナル無線を除く。）、移動する気象援助局であった。また、車載の場合はダッシュボード上に置き外部から見やすく掲示することが義務とされた。
1984年（昭和59年）- 自動車公衆無線電話通信、沿岸無線電話通信、コードレス電話通信を行う公衆通信業務用の無線局に発給されるものの様式は、
| 免許番号 無線局免許証票 |

となり再免許されたときには返納の義務が無くなり、施行日の3月21日に発給されているものは、新様式によるものとみなされた。その他の無線局に発給するものは従前のままであり、様式が2種類となった。
- 公衆通信業務（翌年の電気通信事業法施行後は電気通信業務）用のものから有効期限の表示が削除されたことになる。

1991年（平成3年）- 証票の様式が大きく変更された
。
1992年（平成4年）- 人工衛星に開設するもの以外の移動するアマチュア局が対象
となり様式が新規制定され3種類となった。
1994年（平成6年）
- 平成6年郵政省告示第76号が制定された。廃止時までの様式はこの告示による。
- 電気通信業務を行うことを目的として開設する陸上移動局、携帯局、携帯移動地球局及びVSAT地球局は対象外となった[15]。

2001年（平成13年）- 中央省庁再編に伴い表示の「郵政省」が「総務省」となった。
2007年（平成19年）- パーソナル無線以外の移動する簡易無線用の様式が、アマチュア局用と同様の様式になった。
2009年（平成21年）- アルゴスシステムの実験試験局は対象外となった。
2018年（平成30年）- 2月28日廃止、免許の有効期限までは貼付したままにできる。